# Seient de sogra
El seient de sogra (Echinocactus grusonii) és un cactus de la tribu de les cèries, subtribu equinocactines, gènere echinocactus, espècie grusonii

## Etimologia
El nom Echinocactus procedeix del grec echinos, porc espí, i cactus, a causa de la presència de múltiples espines. El nom específic grusonii és en honor de Hermann Gruson, col·leccionista de cactus alemany del segle xix.

## Lloc d'origen
Mèxic central, des de l'estat de San Luis Potosí fins al d'Hidalgo.

## Descripció

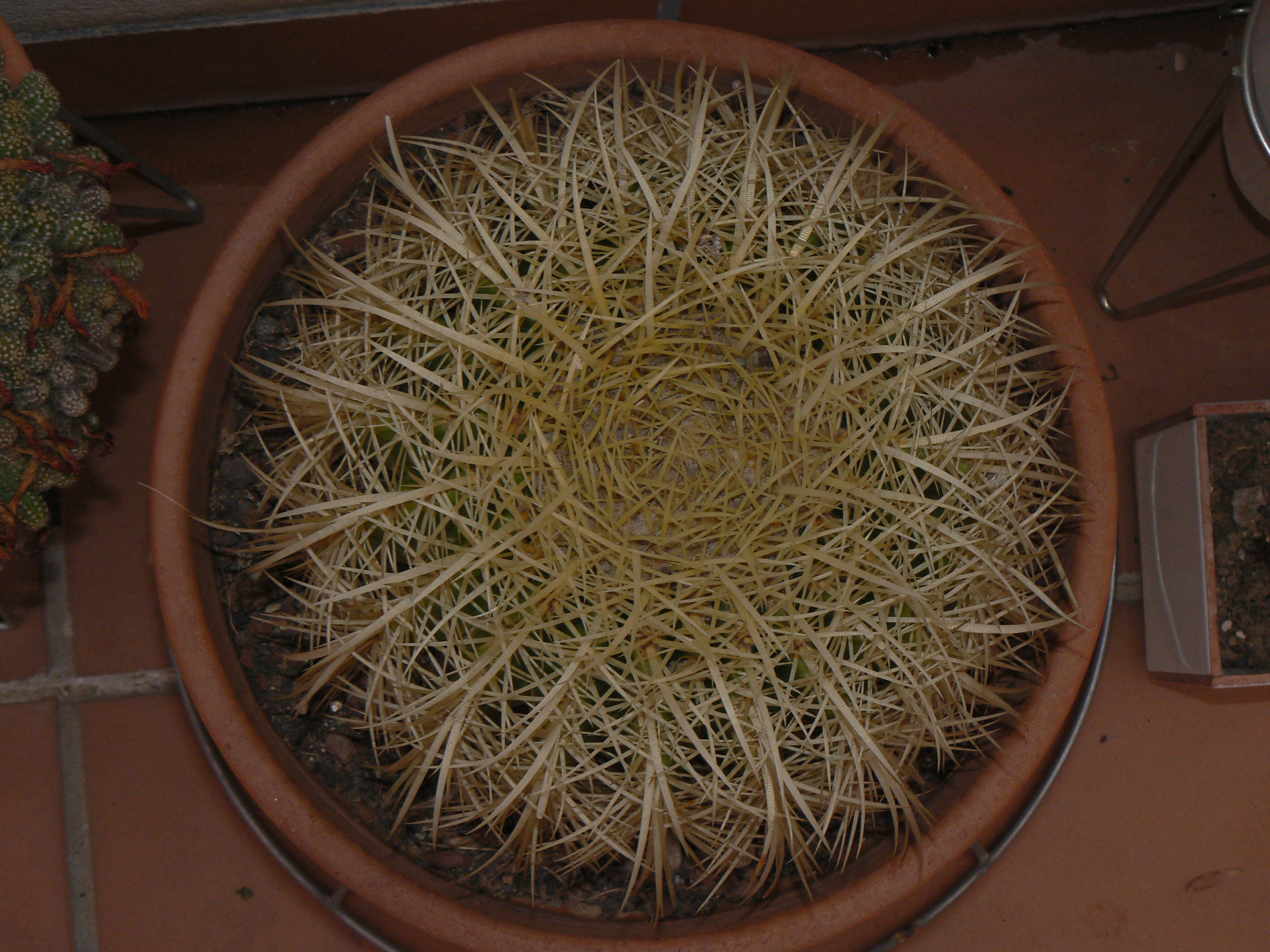
vista superior

Planta esfèrica, aplanada a l'àpex, coneguda a casa nostra per seient de la sogra i als països anglosaxons per "golden barrel". De creixement molt lent, la tija pot arribar als 80 cm de diàmetre i a 1 m d'alçària. Els exemplars joves estan recoberts de tubercles, que aviat s'alineen i es converteixen en unes costelles agudes, en nombre de fins a trenta. De les arèoles, que tenen una mena de llana groguenca que es torna grisosa amb el temps, en surten 8-10 espines radials d'aproximadament 3 cm de llargada i 3-5 espines centrals de fins a 5 cm. Les espines, en forma d'alena de sabater, al principi són de color groc or i es van tornant blanquinoses. Les flors, petites i de color terrós, groguenques a l'interior, es disposen en corona al voltant de l'àpex i només apareixen en exemplars d'una certa edat.
A Catalunya, se'n poden veure bones col·leccions a l'aire lliure als jardins botànics Pinya de Rosa, Marimurtra i Mossèn Costa i Llobera.

## Cultiu
Suporta temperatures mínimes d'entre 0 i 3 °C. Només els exemplars més vells produeixen brots nous. Normalment, la propagació es fa per llavor. Per arribar a uns 10 cm de diàmetre calen uns quatre anys. Sota el sol intens de l'estiu es crema amb facilitat quan es cultiva en torreta, per la qual cosa li convé protecció.

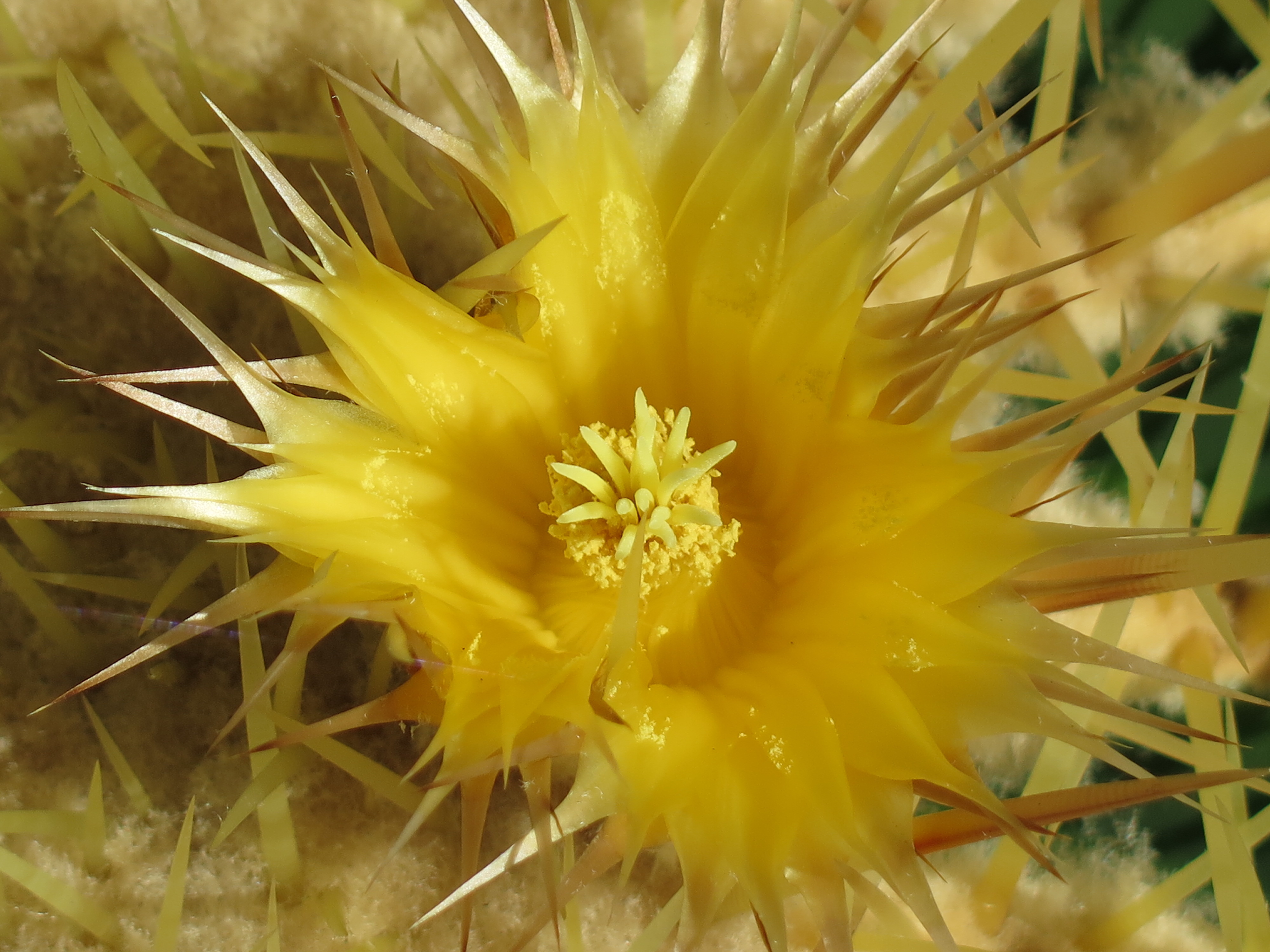
Flor